# عمر احمد راشد
عمر احمد راشد (انگلیسی: Omar Ahmed Rashed؛ زادهٔ ۹ دسامبر ۱۹۹۲) بازیکن فوتبال اهل امارات متحده عربی است.